# Hoplophorella praeoccupata
Hoplophorella praeoccupata är en kvalsterart som beskrevs av Subías 2004. Hoplophorella praeoccupata ingår i släktet Hoplophorella och familjen Phthiracaridae. Inga underarter finns listade i Catalogue of Life.